# Peter Tomschiczek
Peter Tomschiczek (* 16. Januar 1940 in Iglau) ist ein zeitgenössischer deutscher Maler. Er lebt und arbeitet in Ellmosen, einem Ortsteil von Bad Aibling in Oberbayern, sowie auf der Insel Lošinj, Kroatien.

## Leben
Nach der Ausbildung zum Siebdrucker 1954–1957 in Stuttgart und dem Besuch der Kunst- und Handwerkerschule Würzburg von 1957 bis 1958 folgte
1958–1963 das Studium an der Akademie der Bildenden Künste Nürnberg bei Fritz Griebel und Johannes Itten (Gastdozent).
Seit 1963 ist er freischaffender Maler. Von 2002 bis heute ist er an der Kunstakademie Bad Reichenhall und seit 2014 an der neu gegründeten Akademie der Bildenden Künste an der Alten Spinnerei als Dozent tätig. Der Maler war über Jahrzehnte eng befreundet mit dem Lyriker Rainer Malkowski.
Er ist Mitglied der Neuen Münchener Künstlergenossenschaft und der Darmstädter Sezession.

## Künstlerisches Schaffen
Der Maler selbst ordnet sein Werk in die Klassische Moderne ein. Den Rahmen für die künstlerische Kreativität Tomschiczeks bilden die Gesetzmäßigkeiten der Malerei: Das Beherrschen von Form, Farbe und Komposition ist für ihn Grundvoraussetzung für gute Bilder.
Die Impulse für seine Werke entstehen bei Tomschiczek überwiegend aus Erleben der Natur: Landschaften, das Meer, Tiere, Pflanzen. In den letzten Jahrzehnten vor allem aus der Karstlandschaft der kroatischen Inseln Cres und Lošinj sowie aus seinen Reisen nach Westafrika (Senegal, Gambia, Burkina Faso u. a.). So entstanden Bilderserien und Motivreihen wie: 'Im Karst', 'Gatterweg', 'Macchiatisch', 'Bilder vom Meer', 'Senegambia', 'Obervolta'. Die Werke aus den frühen Jahren des Schaffens wie die Landschaftsaquarelle des Mittelmeerraums oder die Stillleben lassen die Herleitung vom Gegenständlichen noch deutlich erkennen, so in den Motivreihen Tischbilder, Schachtelbilder, Figurenbilder, Nature Morte. Im späteren Werk werden die Inhalte für den Betrachter scheinbar immer ungegenständlicher.
"Tomschiczeks Abstraktion bedeutet keine Loslösung von der Natur. Sie ist Verwandlung und Verdichtung.“ (Zitat Rainer Malkowski). Peter Tomschiczek äußerte:„Ich suche das Wirkliche in den Dingen, das Äußere genügt mir nicht".
Tomschiczek malt heute vorwiegend großformatige Bilder in Mischtechnik auf Leinwand, aber auch Serien kleinformatiger Bilder ebenfalls in Mischtechnik auf Papier. Die Oberflächenstruktur eines Bildes ist für ihn ein wesentliches Ausdrucksmittel. Neben Farben integriert er daher im Malvorgang Materialien wie Erde, Sand oder Federn und verstärkt somit den Bezug zur Natur. Durch die entstehenden plastischen Strukturen ergeben sich erwünschte Licht- und Schatteneffekte in den Bildern.
Das begleitende grafische Schaffen des Künstlers besteht aus zahlreichen Lithografien, Radierungen, Zeichnungen –auch Illustrationen von Kinderbüchern- und Aquatinta-Arbeiten.
Das malerische Frühwerk des Künstlers ist geprägt von Aquarellen, Collagen und Ölbildern (Stillleben, Landschaften, vereinzelten Porträts).

## Ausstellungen (Auswahl)
- Art Basel 1978
- Art Cologne 1989, 1990, 1995, 1996
- Darmstädter Sezession regelmäßige Teilnahme seit 1992
- Schaezlerpalais, Augsburg 1992
- Haus der Kunst (München) - Große Kunstausstellung, regelmäßige Teilnahme seit 1962
- Ostdeutsche Galerie, Regensburg, 1981
- Art Frankfurt, 1992, 1995, 1999, 2000
- Art London 1997
- Galerie Bayerische Landesbank, München, 2000
- 8th International Cairo Biennale 2001
- Große Kunstausstellung Wasserburg 2004
- Kunst Forum d'Art Franco-Allemand, Colombey-les-Deux-Eglises 2004

## Werke in öffentlichen Sammlungen
- Staatliche Graphische Sammlung München,
- Ostdeutsches Museum Regensburg,
- Museo Olevano Romano Rom,
- Städtische Sammlung, Augsburg,
- Städtische Sammlung Rosenheim,
- Landtag Nordrhein-Westfalen in Düsseldorf,
- Sammlung der Bayerischen Vereinsbank,
- Sammlung Bayerische Sparkassen,
- Universitätsseminar der Wirtschaft USW Schloss Gracht - Erftstadt,
- Sammlung Niederreuther Gauting,
- Land Salzburg,
- Stadt München,
- Germanisches Nationalmuseum Nürnberg,
- Allianz Berlin und München,
- Akzo Nobel,
- Bayerische Staatskanzlei Ministerratssaal,
- E.ON München (ehem. VIAG AG München),
- Europäisches Patentamt München

## Auszeichnungen
Peter Tomschiczek erhielt zahlreiche Auszeichnungen, unter anderem den 
- Förderpreis des Kunstpreises der Arbeitsgemeinschaft der Alpenländer 1978,
- 4. Rauriser Malertage - Aufenthaltsstipendium des Landes Salzburg 1978,
- Förderungspreis des Lovis-Corinth-Preises 1981,
- Seerosenpreis der Stadt München 1986,
- Gaststipendien der Villa Massimo Rom und Olevano Romano 1991,
- Kulturpreis der Stadt Bad Aibling,
- einen Gastaufenthalt in der Villa Romana Florenz 1996,
- Sudetendeutschen Kulturpreis für Bildende Kunst 2000,
- Kulturpreis der Stadt Rosenheim 2000.
- Als persönliche Auszeichnung erhielt er im Jahr 2002 das Bundesverdienstkreuz am Bande.